# 크네레드 조약
크네레드 조약(스웨덴어: Freden i Knäred, 덴마크어: Freden i Knærød)은 1613년 1월 21일에 스웨덴 할란드 지방의 크네레드(Knäred) 마을에서 스웨덴과 덴마크 사이에 체결된 평화 조약이다.
이 조약에 따라 1611년부터 1613년까지 스웨덴과 덴마크 사이에 일어난 칼마르 전쟁이 종식되었다. 1619년 스웨덴은 덴마크에 100만 릭스달러(Rixdollar)를 지급하고 엘브스보리 요새(Älvsborg)를 덴마크에 반환했다.